# PT Sans
PT Sans is een schreefloos opensource-lettertype dat uitgegeven is door ParaType. Het lettertype is gelicenseerd onder een ParaType-licentie, die het mogelijk maakt PT-Sans te gebruiken, kopiëren, veranderen en zowel veranderd als onveranderd te verspreiden.
PT Sans bestaat uit drie varianten:
- normaal (normaal, cursief, vet en vet-cursief)
- caption [een bredere versie] (normaal en vet)
- smal (normaal en vet)

PT Sans en het partner-lettertype PT Serif maken deel uit van een project om Russen de mogelijkheid te bieden om in alle talen van de Russische Federatie met kwalitatief hoogstaande lettertypen te werken. Wel bevatten PT Serif en PT Sans naast het cyrillische alfabet (en de tekens voor de andere talen van de Federatie) ook de Latijnse tekens. Aan de ontwikkeling van deze lettertypen is financieel bijgedragen door het Russisch Federaal Agentschap voor Pers en Massacommunicatie.